# Autumn Leaves
„Autumn Leaves“ je velmi známá populární píseň. Původem je to francouzská píseň „Les feuilles mortes“ („The Dead Leaves“) s hudbou Josepha Kosmy a textem Jacquese Préverta. Kosma použil melodii, kterou původně složil pro balet „Le Rendez-vous“ Rolanda Petita v roce 1945. Jako refrén použil motiv ze skladby „Poème d'octobre“ Julese Masseneta
z roku 1876. Píseň byla původně určena pro film „Les Portes de la nuit“. Píseň získala popularitu poté, co byla samostatně vydána na gramofonové desce v podání Yvese Montanda.
Anglický text napsal americký skladatel Johnny Mercer. První, kdo tuto verzi nazpíval, byla zpěvačka Jo Stafford. Autumn Leaves se stala popovým i jazzovým standardem jak v instrumentální, tak zpívané podobě.

## Akordy
Autumn Leaves nabízí snadnou cestu pro začínající jazzové muzikanty seznámit se s klasickou jazzovou harmonií. Například v H-mol jsou na začátku písně akordy Cm7 (II) - F7 (V) - Bbmaj7 (I), velmi to typické pro jazz.

## Česká verze
Českou coververzi nazpívala a v roce 2018 vydala Jitka Zelenková pod názvem „Podzimní“ s textem Jiřího Dědečka na albu „Intimity“.
Na oficiálních doprovodných textech k písní „Co mi dáš“ (Jitka Molavcová (1972) a Hana Hegerová (1973)) s textem Pavla Žáka je mylně uvedeno, že se jedná o coververzi písně „Les feuilles mortes“. Ve skutečnosti je to coververze písně „La Maritza“, kterou v roce 1968 natočila Sylvie Vartan.